# Rejsyty
Rejsyty – osada w Polsce położona w województwie warmińsko-mazurskim, w powiecie elbląskim, w gminie Rychliki.
W latach 1975–1998 miejscowość administracyjnie należała do województwa elbląskiego.

## Zabytki
Grodzisko w Rejsytach to obiekt świetnie zachowany. Grodzisko posiada dookolny wał wysokości około 8 metrów. Dodatkowo od strony zachodniej i północnej grodzisko posiada drugi wał sięgający 2m. Wałom towarzyszą dwie fosy niewielkiej głębokości. To spory obiekt - rozmiary grodziska to  130 metrów na 110 metrów (licząc wały). Od strony  zachodniej grodziska, na płaskowyżu, znajdowała się osada przygrodowa.